# موسیقی پاپ عربی

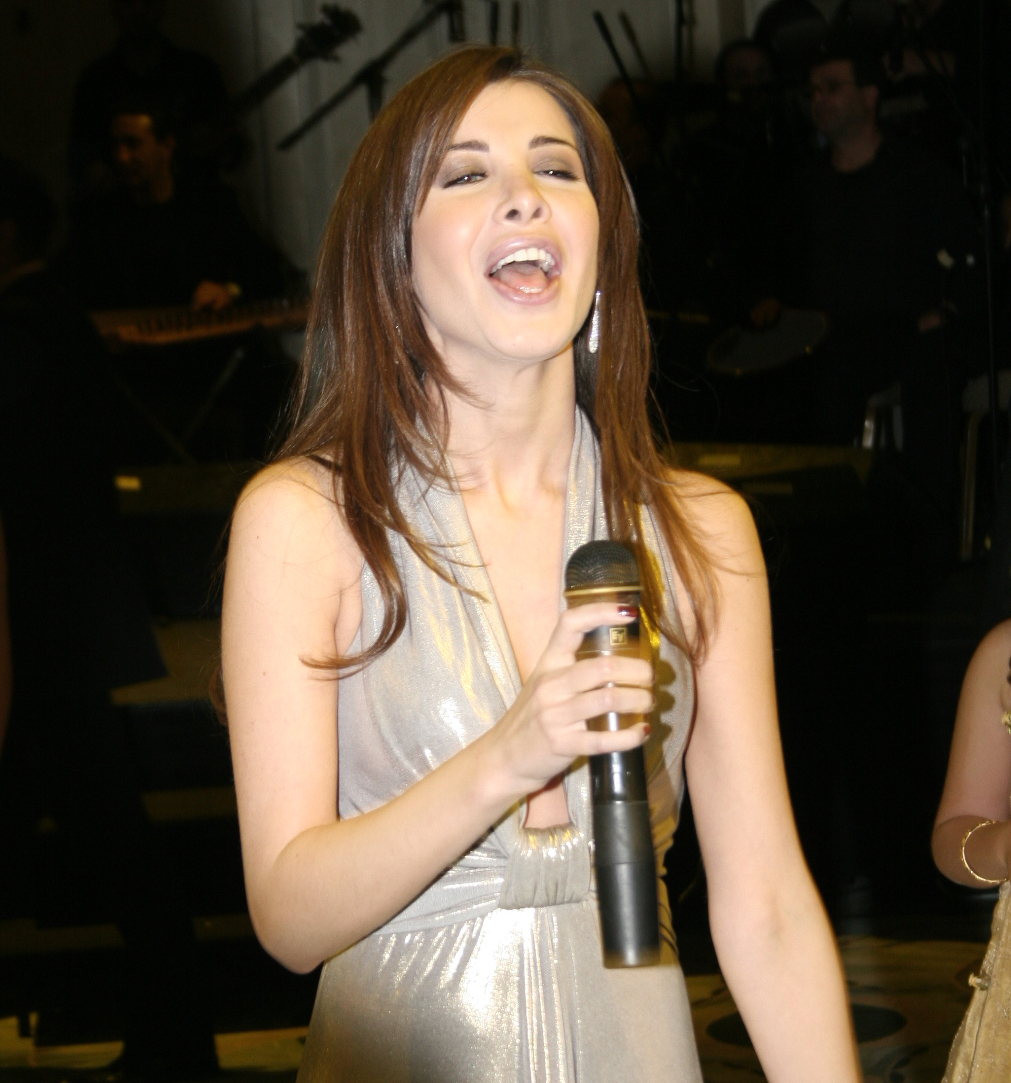
نانسی عجرم در حال اجرای ترانه ای در ژانر پاپ عربی

موسیقی پاپ عربی یا پاپ عرب (به عربی: موسیقی البوب العربی) یک زیرگونه از موسیقی پاپ و موسیقی عربی به خصوص اغنیة است.
بخش بزرگی از پاپ عربی در قاهره و بیروت ساخته می‌شود. در این میان قاهره رتبه نخست و بیروت رتبه دوم را دارد. چون قاهره کانون فیلم‌های عربی نیز هست بنابراین پاپ عربی نیز در آن جا زیرساخت‌های بهتری در اختیار دارد.
راه ستاره شدن در دنیای عرب بسیار متفاوت از راه ستاره شدن در جهان غرب می‌باشد. بیشتر آهنگ‌ها در استودیوها به سبک غربی پر می‌شود ولی چندین آلبوم زنده نیز هست که مردم پسند بوده و از آن دسته می‌توان به خواننده اسطوره‌ای مصر ام کلثوم اشاره نمود.
آواهای پاپ عربی از هنرمند به هنرمند دیگر متفاوت است، ولی بیشتر اوقات سازهای موسیقی عربی و ملودی‌های غربی در این موسیقی همراه می‌شوند.
بیشتر موزیک‌های پاپ عربی موضوع عاشقانه داشته و بیشتر آلبوم‌ها به صورت سی دی پخش می‌شود.